# Parasphenarina cavernicola
Parasphenarina cavernicola är en armfotingsart som beskrevs av Motchuro-Dekova, Saito och Hideki Endo 2002. Parasphenarina cavernicola ingår i släktet Parasphenarina och familjen Frieleiidae. Inga underarter finns listade i Catalogue of Life.